# Hysteropterum
Hysteropterum är ett släkte av insekter. Hysteropterum ingår i familjen sköldstritar.

## Bildgalleri

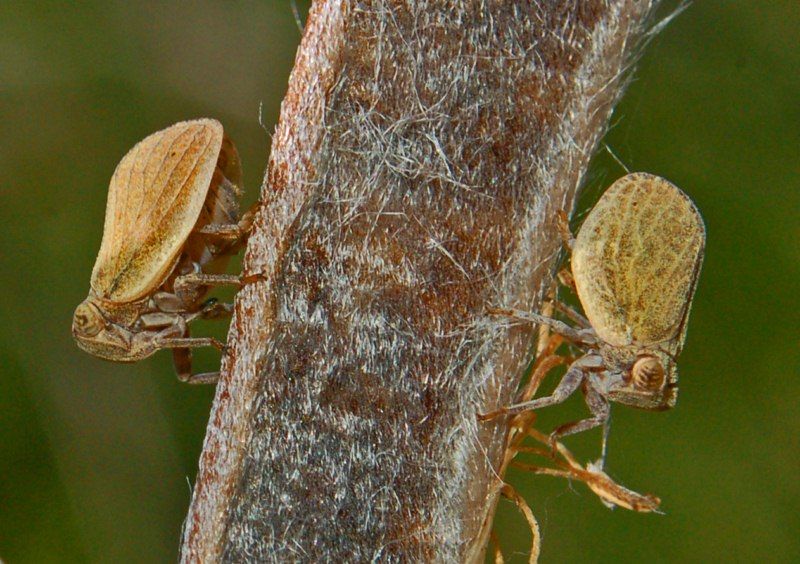

## Dottertaxa tillHysteropterum, i alfabetisk ordning[1]
- Hysteropterum abruptum
- Hysteropterum abyssinica
- Hysteropterum acanthum
- Hysteropterum albaceticum
- Hysteropterum algiricum
- Hysteropterum alicantium
- Hysteropterum angusticeps
- Hysteropterum angustum
- Hysteropterum asiaticum
- Hysteropterum assimile
- Hysteropterum auroreum
- Hysteropterum auroriferum
- Hysteropterum balearicum
- Hysteropterum battandieri
- Hysteropterum bicorne
- Hysteropterum bistriatum
- Hysteropterum boreale
- Hysteropterum campestre
- Hysteropterum candidum
- Hysteropterum chlorizans
- Hysteropterum concaviceps
- Hysteropterum corniculatum
- Hysteropterum curviceps
- Hysteropterum cygnetis
- Hysteropterum declivum
- Hysteropterum discolor
- Hysteropterum doriae
- Hysteropterum dorsale
- Hysteropterum dubiosum
- Hysteropterum dubium
- Hysteropterum ecarinatum
- Hysteropterum ergenense
- Hysteropterum erratum
- Hysteropterum euryproctum
- Hysteropterum evanescens
- Hysteropterum fallaciosum
- Hysteropterum fowleri
- Hysteropterum fuscovenosum
- Hysteropterum gravesteini
- Hysteropterum guadarramense
- Hysteropterum inconspicuum
- Hysteropterum issifrons
- Hysteropterum juniperi
- Hysteropterum laminatum
- Hysteropterum latifrons
- Hysteropterum leucodictyon
- Hysteropterum liliimacula
- Hysteropterum lividum
- Hysteropterum maculifrons
- Hysteropterum maroccanum
- Hysteropterum melanophleps
- Hysteropterum melanostictum
- Hysteropterum melichari
- Hysteropterum menelaos
- Hysteropterum mexicanum
- Hysteropterum montezuma
- Hysteropterum morum
- Hysteropterum nervosum
- Hysteropterum nevadense
- Hysteropterum nigridorsale
- Hysteropterum normandi
- Hysteropterum obsoletum
- Hysteropterum oertzeni
- Hysteropterum oranense
- Hysteropterum orientale
- Hysteropterum pallidum
- Hysteropterum paludum
- Hysteropterum phaeophleps
- Hysteropterum piceovenosum
- Hysteropterum pictifrons
- Hysteropterum placophorum
- Hysteropterum pooti
- Hysteropterum priamos
- Hysteropterum pulchellum
- Hysteropterum punctulatum
- Hysteropterum quercus
- Hysteropterum reiberi
- Hysteropterum reticulatum
- Hysteropterum riobambae
- Hysteropterum royeri
- Hysteropterum schaefferi
- Hysteropterum scoleogramma
- Hysteropterum semipellucidum
- Hysteropterum severini
- Hysteropterum sierrae
- Hysteropterum signatipes
- Hysteropterum sodale
- Hysteropterum solidum
- Hysteropterum straminum
- Hysteropterum subangulare
- Hysteropterum suturale
- Hysteropterum syriacum
- Hysteropterum tangirum
- Hysteropterum tauricum
- Hysteropterum theryi
- Hysteropterum transcaucasicum
- Hysteropterum trapezoidale
- Hysteropterum truncatellum
- Hysteropterum tunetanum
- Hysteropterum unum
- Hysteropterum viridatum